# Marie-Agnès Gillot
Pour les articles homonymes, voir Gillot.
Scènes principales
Opéra national de Paris
Marie-Agnès Gillot, née le 7 septembre 1975 à Caen (Calvados), est une danseuse et chorégraphe française. Elle est étoile du ballet de l'Opéra de Paris de 2004 à 2018.

## Biographie

### École de danse
Marie-Agnès Gillot est née d'une mère comptable et d'un père kinésithérapeute. Elle commence la danse à l'âge de cinq ans dans les cours de Chantal Ruault, qui lui conseille de passer le concours d'entrée de l'École de Danse de l'Opéra national de Paris. Admise, elle quitte Caen pour Paris à l'âge de neuf ans.
Marie-Agnès Gillot rencontre des problèmes de santé durant son cursus. Atteinte d'une double scoliose qui lui laissera une déformation du dos et la fera souffrir durant toutes ses années de danseuse, elle se voit contrainte de porter un corset quotidiennement, en le cachant, pendant 21 heures sur 24 et qu'elle ne quitte que pour danser,.

### Ballet de l'Opéra de Paris
Marie-Agnès Gillot intègre le corps de ballet de l’Opéra de Paris en 1989 avec une dispense d'âge. En 1991 Marie-Agnès Gillot est promue quadrille, coryphée en 1992 et sujet en 1994. Elle participe au Concours international de ballet de Varna en 1992, où elle arrive finaliste et participe à la création d'Attentat poétique de Daniel Larrieu.
Marie-Agnès Gillot danse Giselle du chorégraphe suédois Mats Ek en 1993. Cette année elle interprète également une des fées du prologue de La Belle au bois dormant de Rudolf Noureiev lors de la soirée « Jeunes danseurs » à l'Opéra Garnier.
Elle participe à la création du ballet Le Parc d’Angelin Preljocaj et danse Sérénade dans le rôle de l’Ange et Capriccio de Balanchine l’année suivante. En 1996 Gillot participe à la création du Magnificat de John Neumeier. Elle est choisie interpréter le pas de deux du Corsaire et Casse-noisette aux côtés de Karl Paquette lors d'une soirée Jeunes danseurs, où sont mis en avant les jeunes talents de la compagnie. 
Kader Belarbi choisit en 1997 Marie-Agnès Gillot, alors sujet, pour sa création Salle des pas perdus. Elle danse dans Signes de Carolyn Carlson, La Belle au bois dormant de Rudolf Noureev où elle est la fée Violente, la fée Carabosse ou la fée Lilas. Elle est Henriette et danse le grand pas espagnol dans Raymonda de Rudolf Noureev. Cette même année, Marie-Agnès Gillot reçoit le Prix du Cercle Carpeaux récompensant de jeunes danseurs prometteurs.
Elle participe en 1998 pour la troisième fois à la soirée Jeunes danseurs, où elle danse le grand pas classique hongrois de Raymonda, So schnell de Dominique Bagouet, Le Sacre du printemps de Vaslav Nijinski et le premier pas de deux dans Vaslav de John Neumeier. Elle est régulièrement distribuée dans des rôles de soliste, comme Myrtha dans Giselle, la maîtresse de Lescaut dans L'Histoire de Manon, la reine des dryades ou la danseuse des rues dans Don Quichotte de Rudolf Noureev. En début d’année, elle reçoit le prix de l’AROP.
Marie-Agnès Gillot est promue première danseuse en 1999, à l’âge de 24 ans. Elle participe la même année à Clavigo, création de Roland Petit pour l’Opéra, dans le rôle de L’Étrangère ainsi que Le concours de Maurice Béjart.   

### Danseuse étoile
Marie-Agnès Gillot est nommée étoile le 18 mars 2004,  à la suite de la représentation de Signes de Carolyn Carlson. Elle devient la première danseuse à être nommée à l’issue d’une œuvre contemporaine.  
Depuis cette date elle continue à interpréter les ballets donnés à l'Opéra de Paris comme le Boléro de Maurice Béjart, Le Jeune Homme et la Mort de Roland Petit, Le Fils prodigue de George Balanchine, Le Songe de Médée de Angelin Preljocaj ou Orphée et Eurydice de Pina Bausch (qui a été diffusé en direct de l'Opéra Garnier sur Arte le samedi 16 février 2008). Mais en parallèle Marie-Agnès Gillot se lance dans le travail chorégraphique. Sa première création, intitulée Rares Différences, a lieu en janvier 2007 dans le cadre du festival Suresnes Cités Danse avec la participation de danseurs classiques et hip hop. Cette rencontre entre le hip-hop et la danse contemporaine est appréciée par la presse,. Vient ensuite une création pour le Ballet de l'Opéra de Paris en 2012, Sous apparence, où elle expérimente le langage de la pointe, portée aussi bien par des danseurs que par des danseuses. Les décors de cette œuvre très personnelle sont réalisés par Olivier Mosset et les costumes par Walter Van Beirendonck.  
En janvier 2012 Marie-Agnès Gillot se produit sur les planches du théâtre du Rond-Point dans un spectacle intitulé « Après la bataille » de Pippo Delbono, elle partage la scène avec Gianluca, qui est trisomique, et Bobo, qui est sourd-muet.
En mai 2014 elle fait son retour sur la scène de l'Opéra après un congé maternité dans le ballet Orphée et Eurydice de Pina Bausch.
Marie-Agnès Gillot fait ses adieux à l'Opéra de Paris le 31 mars 2018 en dansant Orphée et Eurydice chorégraphié par Pina Bausch. À la fin de la représentation, les spectateurs, debout, ont applaudi pendant vingt minutes.
Elle participe au concert des Enfoirés 2021.

## Style
Marie-Agnès Gillot est une danseuse atypique. Elle ressemble davantage à une nageuse, ses muscles du dos étant très développés, qu'à une danseuse classique à la silhouette filiforme.
Elle déclarera à ce sujet « Je ne fais que 1,73 m, mais avec mes bras de singe et mes jambes interminables, on m'en donne beaucoup plus ». 
Marie-Agnès Gillot est souvent décrite comme « la danseuse contemporaine » de l'Opéra participant à nombre de créations et de pièces contemporaines mais n'en reste pas moins une danseuse classique pourvue d'une technique d'une rare finesse. 
C'est également une artiste dotée d'une présence scénique remarquable, appréciée pour ses interprétations sensibles et justes des personnages qu'elle incarne,.

## Accueil critique
« J’ai remonté Daphnis et Chloé en 1990, pour le spectacle de l’École de danse. Le rôle principal était confié à Marie Agnès Gillot, toute jeune fille de 15 ans, qui entrera cette même année dans le ballet. Elle avait déjà la technique et l’abattage qui lui permettent aujourd’hui de tout danser, classique et contemporain, mais pas encore la présence qu’elle dégage aujourd’hui. Il y avait alors en elle une faille de fragilité qui en faisait la Daphnis idéale, bien que brune ! »

— Claude Bessy, directrice de l’école de danse du ballet de l’Opéra de Paris

« Elle a dansé pour moi le concours où elle était formidable et ça fait des années que je dis : "nommez-la étoile, c'est la meilleure que vous ayez et, enfin, ils se sont décidés" »

— Maurice Béjart, chorégraphe renommé dans les années 1980 et 1990

« C'est quelqu'un de complexe, à la fois dans le doute et dans l'assurance »

— Brigitte Lefèvre, directrice de L'Opéra de Paris

## Activités hors de l'Opéra de Paris
Avant de faire ses adieux à l'Opéra en 2018, elle multipliait déjà ses activités en dehors, par des engagements, une présence dans le domaine de la mode et des interventions dans des spectacles.

### Mode
À la faveur de la politique d'ouverture de l'Opéra de Paris (soutenue plus particulièrement par Benjamin Millepied), Marie-Agnès Gillot est sollicitée par les magazines pour leurs séries de mode et pose pour des photographes renommés : Philippe Robert (L'Express Styles, 2008), Mario Sorrenti (M, le magazine du Monde, 2013), Dominique Issermann (L'Officiel, 2013, ELLE, 2015) ainsi que Christilan Lartillot, Ali Mahdavi et Ann Roy. 
En 2011 elle devient l'égérie des marques Repetto, Hermès et Chanel,.
En 2015, elle est un des visages de la campagne publicitaire de la marque Céline (collection printemps/été), réalisée par le photographe allemand Juergen Teller et la styliste Phoebe Philo et qui réunit trois personnalités : Joan Didion, une écrivaine américaine de 80 ans, Freja Lawrence, un jeune mannequin britannique, et Marie-Agnès Gillot. 
La même année elle collabore avec Daniel Askin sur Pointe, un court-métrage réalisé dans le cadre du projet MOVEment du magazine britannique AnOther. Jefferson Hack, à l'origine du projet le présente ainsi : « il y a toujours eu, historiquement, un dialogue entre la danse et la mode, notamment parce que ce sont deux formes d'art qui ont toujours repoussé leurs propres limites, mais aussi parce qu'elles ont toutes les deux un rapport au corps humain. Nous sommes dans l'ère de la vidéo, et je voulais donc créer un projet qui unisse le meilleur de la danse et de la mode, pour une série de performances artistiques sous forme de films, réalisées spécifiquement pour ce format, et non pas pour la scène, pour une fois » Dans Pointe Marie-Agnès Gillot danse sur sa propre chorégraphie dans un costume d'Alexander McQueen, face au batteur George Barnett.

### Spectacles
Pour le Festival In d'Avignon 2014, Marie-Agnès Gillot et Lola Lafon créent et jouent le spectacle Irrévérence(s), un duo de danse, lecture et chant.
En 2017, elle participe au spectacle Petit éloge de la nuit adapté et mis en scène par Gérald Garutti, interprété par Pierre Richard, d'après le texte d'Ingrid Astier. Marie-Agnès Gillot y apparaît à travers cinq films réalisés par Gérald Garutti, dans lesquelles elle danse en interprétant la nuit. Le spectacle est présenté à Paris au Théâtre du Rond-Point et tourné trois saisons en France (Théâtre de l’Union - CDN de Limoges, Le Phénix Scène Nationale de Valenciennes, Théâtre des Célestins à Lyon), en Suisse, en Belgique et au Luxembourg. Il est repris en juin 2019 à La Scala Paris. 
Sous l'impulsion de Brigitte Lefèvre, elle crée Magma en 2019, avec le danseur de flamenco Andrès Marin, le chorégraphe Christian Rizzo et les musiciens Bruno Chevillon et Didier Ambact. Cette pièce est jouée au festival de danse Cannes - Côte d'Azur France et au théâtre national de Chaillot en 2020 avant de partir en tournée.

### Télévision
Elle fait partie du jury de l'émission La meilleure danse diffusée sur W9 en 2012. 
Elle devient en 2022 jurée de la saison 12 de l'émission Danse avec les stars sur TF1. Bien qu'appréciée par le public pour la justesse de ses critiques, elle ne reste qu'une saison, peu satisfaite de l'expérience où elle considère n'avoir rien transmis : « En danse, il ne faut jamais lâcher la vérité. »

### Engagements
Elle est également la marraine l'association « La Chaîne de l'Espoir » pour venir en aide aux enfants hospitalisés.
Le 1er décembre 2014, journée mondiale de lutte contre le sida, elle s'est produite aux côtés de Blanca Li, à la maison Jean-Paul Gaultier dans un spectacle au profit du projet ICCARRE,.
Elle participe également en 2016 à la tournée du spectacle des Enfoirés en faveur des Restos du Cœur, un spectacle intitulé Au rendez-vous des Enfoirés, où elle danse notamment sur le titre Jour 1 de Louane. Elle a depuis participé à chacun des spectacles des Enfoirés.

## Vie privée
Marie-Agnès Gillot a un fils, Paul, né en 2013.

## Répertoire
- William Forsythe : In the middle Somewhat Elevated, Woundwork 1, The vertiginous thrill of exactitude, Approximate Sonata, Pas./parts
- George Balanchine : Concerto barocco, Apollon Musagète (Terpsichore), Jewels (Rubis et Diamants), Sérénade, Liebeslieder Waltzer, Agon, Symphonie en ut, Les Quatre tempéraments (Colérique), Le Fils prodigue
- Rudolf Noureev : Lac des cygnes, Don Quichotte (Kitri), La Bayadère (Nikiya), Raymonda, La Belle au Bois Dormant, Cendrillon
- Roland Petit : Clavigo (l'étrangère), Notre-Dame de Paris, Carmen, Le Jeune Homme et la Mort, Pink Floyd Ballet
- John Neumeier : Sylvia (Diane) ,Wuthering Heights, Le Songe d’une nuit d’été
- Maurice Béjart : La IXe Symphonie, Le Concours,  Webern Opus V et Boléro
- Angelin Preljocaj : Casanova, Annonciation et Le Songe de Médée
- Pierre Lacotte : Paquita
- Mats Ek : Giselle et Appartement
- Kader Belarbi : Hurlevent (Catherine)
- Édouard Lock : André Auria (André Auria)
- Kenneth MacMillan : L'Histoire de Manon (la maîtresse de Lescaut)
- Patrice Bart : Giselle (Myrtha)
- Carolyn Carlson : Signes
- Jerome Robbins :  Études (Lander), Glass Pieces, The Cage (La Reine)
- Abou Lagraa : Le Souffle du temps
- Pina Bausch : Orphée et Eurydice
- Serge Lifar : Les Mirages et Phèdre
- Sidi Larbi Cherkaoui et Damien Jalet : Boléro
- Wayne McGregor : Genus et L'anatomie des sensations

## Chorégraphies
- 2007 : Rares Différences, pour le festival Suresnes Cités Danse
- 2012 : Sous apparence, création pour le Ballet de l'Opéra de Paris

## Distinctions

### Récompenses
- 1992 : Finaliste au Concours international de ballet de Varna
- 1997 : Prix du Cercle Carpeaux
- 1998 : Prix de l'AROP
- 2005 : Prix  Benois de la danse
- Prix du syndicat de la critique 2023 : Prix du meilleur livre sur la danse pour Sortir du cadre

### Décorations
- Commandeure de l'ordre des Arts et des Lettres en 2018[37] (chevalier en 2006).
- Chevalière de l'ordre national du Mérite en 2009, pour ses 20 ans d'activités artistiques[38].
- Chevalière de la Légion d'honneur en 2015[39].

## Filmographie

### Cinéma
- 1999 : Maïa de Dominique Delouche
- 2000 : Tout près des Étoiles de Nils Tavernier
- 2009 : La Danse, le ballet de l'Opéra de Paris de Frederick Wiseman, 2009, 129 min
- 2010 : Aurélie Dupont, l'espace d'un instant de Cédric Klapisch
- 2011 : Amore carne de Pippo Delbono
- 2019 : À cause des filles?... de Pascal Thomas
- 2025 :Melpomène de Charlotte Dauphin

### Captations de ballets
Il s'agit de captations de ballet réalisées durant leur représentation : 
- Appartement (Mats Ek), avec Clairemarie Osta, José Martinez, Nicolas Le Riche, Wilfried Romoli et les danseurs de l'Opéra de Paris.
- La Belle au bois dormant (Rudolf Noureev), avec Aurélie Dupont, Laëtitia Pujol, Manuel Legris et les danseurs de l'Opéra de Paris.
- Clavigo (Roland Petit), avec Clairemarie Osta, Nicolas Le Riche et les danseurs de l'Opéra de Paris.
- Don Quichotte (Rudolf Noureev), avec Aurélie Dupont, Delphine Moussin, Manuel Legris et les danseurs de l'Opéra de Paris.
- Giselle (Patrice Bart), avec Laëtitia Pujol, Nicolas Le Riche, Wilfried Romoli et les danseurs de l'Opéra de Paris.
- Joyaux (George Balanchine), avec Aurélie Dupont, Laëtitia Pujol, Clairemarie Osta, Jean-Guillaume Bart, Mathieu Ganio et les danseurs de l'Opéra de Paris.
- Signes (Carolyn Carlson), avec Emilie Cozette, Kader Belarbi et les danseurs de l'Opéra de Paris (DVD Bel Air Classiques).
- Hommage à Jerome Robbins (Jerome Robbins), avec Dorothée Gilbert, Agnès Letestu, Benjamin Pech et les danseurs de l'Opéra de Paris (DVD Bel Air Classiques).
- Sylvia (John Neumeier), avec Aurélie Dupont, Manuel Legris, Nicolas Le Riche et les danseurs de l'Opéra de Paris.
- Raymonda (Rudolf Noureev), avec Dorothée Gilbert, Emilie Cozette, Nicolas Le Riche et les danseurs de l'Opéra de Paris.
- Orphée et Eurydice (Pina Bausch), avec Yann Bridard, Miteki Kudo et les danseurs de l'Opéra de Paris (DVD Bel Air Classiques)

### Autres
- 2009 : La Superbe, titre de Benjamin Biolay
- 2011 : Porque Te Vas (chorégraphie) d'Arielle Dombasle
- Chanter, Danser, avec Natalie Dessay[40]
- 2015 : Pointe, Daniel Askin pour MOVEments[41]
- 2015 : Eye of the Needle, titre de Sia
- 2017-2019 : Petit éloge de la nuit, mise en scène Gérald Garutti, spectacle avec Pierre Richard, Théâtre du Rond-Point, La Scala Paris
- 2018 : La Boxeuse amoureuse, clip de la chanson d'Arthur H, réalisé par Léonore Mercier[42]